# Mekarjaya (Ciemas)
Mekarjaya is een bestuurslaag in het regentschap Sukabumi van de provincie West-Java, Indonesië. Mekarjaya telt 7893 inwoners (volkstelling 2010).